# Jorge Newbery
Jorge Alejandro Newbery (Buenos Aires, 29 de maio de 1875 — Mendoza, 1 de março de 1914) foi um aviador, desportista, funcionário público, engenheiro e cientista argentino. Junto ao mexicano Alberto Braniff e ao peruano Jorge Chávez foi um dos primeiros aviadores hispano-americanos. Cabe destacar que é considerado como o artífice e fundador da Aeronáutica Militar Argentina. Foi dado o nome Aeroporto Jorge Newbery e Prêmios Jorge Newbery em sua homenagem.

## Biografia
Jorge Alejandro Newbery, foi a segunda das doze crianças de Ralph Lamartine Newbery Purcell e Dolores Celina Malagarie. Fez os estudos primários no Instituto Europeu próximo à sua casa e posteriormente na Saint Andrew's Scotch School, da Congregação da Igreja Presbiterana Escocesa. Em 1883, quando tinha 8 anos de idade, seus pais o enviaram aos Estados Unidos para conhecer os seus avós paternos. Terminado os estudos secundários, voltou aos Estados Unidos em 1890 para aí fazer os estudos universitários na Universidade de Cornell. No ano de 1893 passou a estudar no Drexel Institute de Filadélfia, onde foi aluno de Thomas Alva Edison. Em 1895 obteve o título de Engenheiro Eletricista e e regressou à Argentina, onde foi nomeado Chefe da Companhia Luz e Tração do Rio da Prata. Dois anos depois se incorporou à Armada Argentina como engenheiro eletricista de primeira classe, sendo promovido em pouco tempo ao grau de capitão de fragata. Começou prestando serviços no cruzeiro Buenos Aires e no ano 1899 a Marinha o enviou a Londres para a aquisição de material elétrico para os navios de guerra argentinos. Em 1900, pediu baixa da Marinha e tornou-se funcionário público, sendo designado Diretor Geral da Iluminação da Cidade de Buenos Aires, cargo que desempenharia com particular eficácia até sua morte.
Dedicado funcionário público, a sua atividade profissional foi fecunda e progressista. Interveio no planejamento urbano da cidade, adotou medidas na salvaguarda da segurança de seus concidadãos, por exemplo, ao idear e instalar campainhas ecléticas de alarme em perigosas barreiras ferroviárias e tornar obrigatórias as instalações elétricas por tubulações nas salas teatrais.
Dotado de um físico privilegiado, foi esportista inigualável, não havendo esporte que não tenha conhecido, praticado e dominado. Fez boxe, luta grecorromana, remo, natação, equitação, tiro, esgrima, pedestrismo, futebol, rúgbi, pólo, automobilismo, aerostação e por fim aviação. Com a luva do boxeador, com a espada ou florete do esgrimista, com o remo numa regata ou com a bola num jogo de futebol, foi sempre o mais forte e o mais hábil, superando a maioria dos seus adversários e conquistando prêmios, troféus e distinções. Em 1901, por exemplo, tornou-se campeão sul-americano de florete e em 1902 venceu por grande diferença uma prova de natação realizada no rio Tigre, quando conseguiu nadar 100 m embaixo d'água, em um esforço extraordinário.
Em 25 de dezembro de 1907, realizou-se a primeira ascensão aerostática científica argentina, que esteve sob a responsabilidade de Aarón Felix Martin de Anchorena. Anchonera comandou o balão Pampero acompanhado de Newbery, ocasião em que cruzaram o Rio da Prata. Em 13 de janeiro de 1908, dias depois da sua primeira e histórica ascensão, Newbery fundou juntamente com outras personalidades o Aeroclube Argentino, primeiro da América Latina. Em 7 de fevereiro do mesmo ano, obteve o brevê de piloto de balão. Em 27 de dezembro de 1909, ao realizar uma solitária ascensão, bateu o recorde sulamericano de duração e de distância, unindo Buenos Aires com a cidade de Bagé, no Rio Grande do Sul, no comando do balão El Huracan.
Em 23 de novembro de 1908, Newbery contraiu matrimônio com Sarah Escalante, em cerimônia civil e religiosa íntima na casa da noiva, motivada pelo recente luto que guardava a família Newbery ante a penosa desaparição aerostática de um dos irmãos de Jorge Alejandro, chamado Eduardo Federico, ocorrida em 17 de outubro de 1908. Eduardo Federico, e o sargento Edurado Romeo, que o acompanhava, foram as primeiras vítimas da aerostação argentina e sulamericana.
Da união de Jorge Alejandro Newbery e Sarah Escalante resultou um único filho, Jorge Wenceslao, nascido em 26 de novembro de 1909 e falecido em plena meninice aos 22 de março de 1919.
Em 3 de março de 1910, realizou seu primeiro voo em avião, num modelo Farman, obtendo brevê de piloto aviador em 20 de junho seguinte. Em 24 de novembro de 1912 Newbery voltou a impressionar a todos, quando, com um avião Bleriot XI, uniu ambas as margens do Rio da Prata ao partir de Buenos Aires e chegar a Barra de San Juan, no Uruguai, regressando nessa mesma tarde, totalizando 150 km percurso, dos quais 100 foram sobre a água. Tornou-se o primeiro homem a haver cruzado o Rio da Prata em balão e avião.

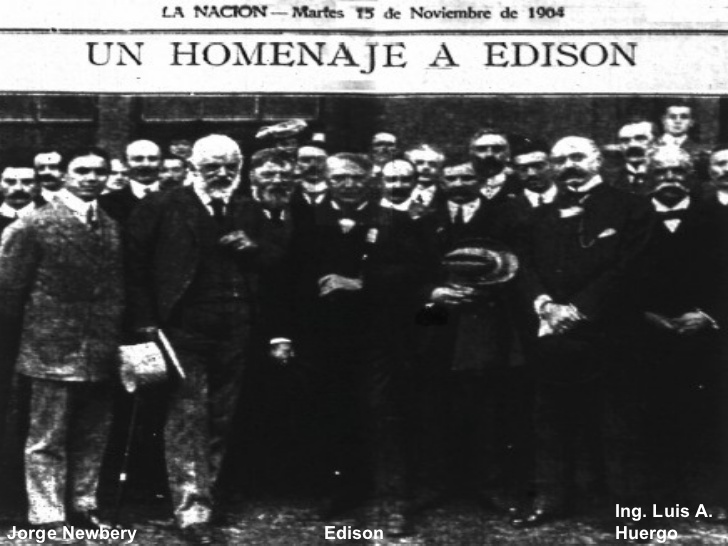
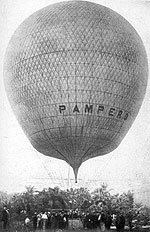
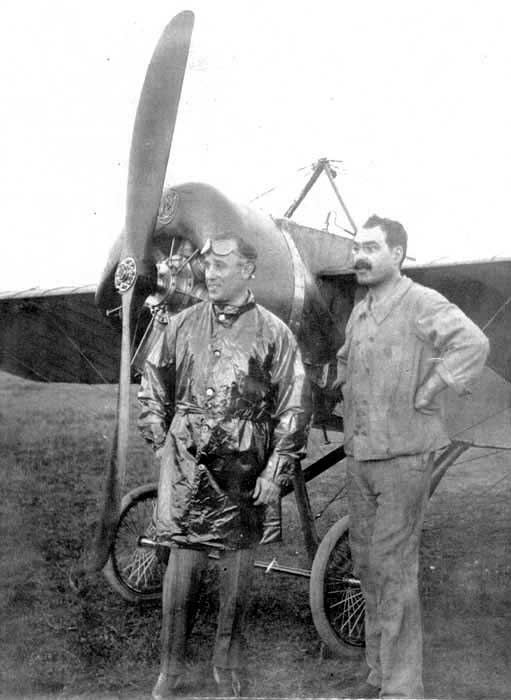

Morreu em 1º de março de 1914, em Mendoza, num acidente de aviação, enquanto estudava a possibilidade de cruzar a cordilheira dos Andes por via aérea.